# Dumbledores Armé
Dumbledore's Armé (forkortet D.A.) er en elevorganisation i J. K. Rowling's Harry Potter-serie, hvori den grundlægges af hovedpersonerne Harry Potter, Ron Weasley og Hermione Granger for at stå imod Hogwarts' Storinkvisitor Dolora Nidkjær, og for at lære praktisk Forsvar mod Mørkets Kræfter. 

## Historie
Gruppen finder tilholdssted i Fornødenhedsrummet, som Neville Longbottom fandt ved et tilfælde (Husalfen Dobby hjælper Harry Potter med at finde rummet i bogen). Det sætter dem i stand til at øve uhindret. Samtidig sørger rummet for at give dem de perfekte omgivelser til lektionerne: der er skydeskiver, turneringsplads, bogreoler fyldte med brugbare bøger og meget andet. 
Grunden til, at de opholder sig der, er at Dolora Nidkjær i den pågældende periode er både rektor af Hogwarts og lærer i faget Forsvar mod Mørkets Kræfter. Men hendes lektioner foregår under stramme former, og eleverne laver derfor kun skriftlige opgaver i stedet for at lære ved at udføre magier. Så eleverne flytter delvis af den grund til Fornødenhedsrummet hvor Harry Potter, Ron Weasley og Hermione Granger lærer de andre elever at bruge de forskellige besværgelser, da de ikke får meget ud af det skriftlige i Dolora Nidkjærs timer. En del af organisationen, som består af de lidt ældre elever, Harry Potter, Hermione Granger, Ron Weasley, Neville Longbottom, Luna Lovegood og Ginny Weasley, ses også senere i slutningen af bogen, hvor de begiver sig ind på Ministeriet for magi, efter at Harry har haft et voldsomt mareridt om stedet. Deres træning i Fornødenhedsrummet bliver sat på hård prøve.

### Medlemmer
| Person                 | Kollegium                                | Baggrund og handlinger som medlem af Dumbledores Armé |
| ---------------------- | ---------------------------------------- | --- |
| Hannah Abbott          | Hufflepuff                               | Hannah Abbott går på samme årgang som Harry Potter. På sit femte år udnævnt som Vejleder. |
| Katie Bell             | Gryffindor                               | Katie Bell går en årgang over Harry Potter og har spillet på Gryffindors quidditch-hold med Harry. |
| Susan Bones            | Hufflepuff                               | Susan Bones går på samme årgang som Harry Potter. |
| Terry Boot             | Ravenclaw                                | Terry Boot går på samme årgang som Harry Potter. |
| Lavender Brown         | Gryffindor                               | Lavender Brown sover på samme sovesal som Hermione Granger. Hun er bedste veninde med Pavarti Patil som også kommer fra Gryffindor. I Fønixordenen tror Lavender ikke på Harrys historie om Lord Voldemorts tilbagevenden ligesom Seamus Finnigan. Dog melder hun sig ind i Dumbledores Armé senere.                                |
| Luca Carruse           | (Ukendt kollegie)                        | Luca Carruse går en årgang over Harry Potter. Medvirker kun i filmene. |
| Cho Chang              | Ravenclaw                                | Cho Chang er et år ældre end Harry. I Flammernes Pokal bliver hun kæreste med Cedric Diggory som i slutningen af semestret bliver dræbt af Lord Voldemort. Harry og Cho har sideløbende med Dumbledore Armé, en flirt i Fønixordenen                                                                                                |
| Michael Corner         | Ravenclaw                                | Michael Cornor går på samme årgang som Harry Potter. |
| Colin Creevey          | Gryffindor                               | Colin Creevey er storebror til Dennis Creevey og går en årgang under Harry Potter. Han er allerede inden Dumbledores Armé stor fan af Harry. Dør i Slaget om Hogwarts. |
| Dennis Creevey         | Gryffindor                               | Dennis Creevey er lillebror til Colin Creevey. Han går tre årgange under Harry Potter. |
| Marietta Edgecombe     | Ravenclaw                                | Marietta Edgecombe går en årgang over Harry Potter. Hun er bedste veninde til Cho Chang. I bøgerne er det hende, der aflører Dumbledores Armé overfor Professor Nidkjær. |
| Justin Finch-Fletchley | Hufflepuff                               | Justin Finch-Fletchley går på samme årgang som Harry Potter. På deres andet år, stoppede Harry en slange, der var ved at angribe Justin i en duel mellem Harry og Malfoy. |
| Seamus Finnigan        | Gryffindor                               | Seamus Finnigan går på samme årgang som Harry Potter og de to bor på sovesal sammen. I Fønixordenen bliver Seamus uvenner med Harry fordi han ikke tror på historien om at Voldemort er vendt tilbage. |
| Anthony Goldstein      | Ravenclaw                                | Anthony Goldstein går på samme årgang som Harry Potter. |
| Hermione Granger       | Gryffindor                               | Hermione Granger er en af initiativtagerne til D.A. sammen med Ron og Harry. |
| Angelina Johnson       | Gryffindor                               | Angelina Johnson går tre årgange over Harry Potter og har spillet på Gryffindors quidditch-hold med Harry. |
| Lee Jordan             | Gryffindor                               | Lee Jordan går to årgange over Harry Potter. |
| Neville Longbottom     | Gryffindor                               | Neville Longbottom går på samme årgang som Harry Potter og de to bor på sovesal sammen. Hans frygtsomme natur giver ham nogen vanskeligheder med den praktiske udførelse af Forsvar mod Mørkets Kræfter i D.A., men gennem stædighed og øvelse ender han med at have rimelige evner.                                                |
| Luna Lovegood          | Ravenclaw                                | Luna Lovegood går en årgang under Harry Potter. Viser sig trods sin excentricitet at være ganske habil i Forsvar mod Mørkets Magter. |
| Ernie MacMillan        | Hufflepuff                               | Ernie MacMillan går på samme årgang som Harry Potter. |
| Padma Patil            | Gryffindor (filmene) Ravenclaw (bøgerne) | Padma Patil går på samme årgang som Harry Potter og har en tvillingesøster, Parvati. Er bedste veninder med Lavender Brown. I Halvblodsprinsen hører man, at Padmas forældre gerne vil have, at hun og Parvati kommer hjem, men de får lov til at blive, inden Albus Dumbledore dør.                                                |
| Parvati Patil          | Gryffindor                               | Parvati Patil går på samme årgang som Harry Potter og har en tvillingesøster, Padma. Medlem af Dumbledores Armé. Hun er bedste ven med Lavender Brown. I Halvblodsprinsen hører man, at Padmas forældre gerne vil have, at hun og Parvati kommer hjem, men de får lov til at blive, inden Albus Dumbledore dør.                     |
| Harry Potter           | Gryffindor                               | Harry Potter er initiativtager til D.A. sammen med Ron og Hermione. Han bliver bedt om at undervise de andre elever ud fra tanken om, at han er den eneste der har praktisk erfaring med Forsvar mod Mørkets Magter, da han flere gange har klaret Voldemort og dennes håndlangere. Det gør ham også til de facto leder af gruppen. |
| Zacharias Smith        | Hufflepuff                               | Zacharias Smith går på samme årgang som Harry Potter. Han er i starten meget kritisk overfor Harry og hans evner til at undervise i forsvar mod mørkets kræfter. |
| Alicia Spinnet         | Gryffindor                               | Alicia Spinnet går to årgange over Harry Potter. Hun er Angriber på Gryffindors Quidditch-hold. |
| Dean Thomas            | Gryffindor                               | Dean Thomas går på samme årgang som Harry Potter og de to bor på sovesal sammen. |
| Alice Tolipan          | (Ukendt kollegie)                        | Alice Tolipan går en årgang over Harry Potter. Medvirker kun i filmene. |
| Fred Weasley           | Gryffindor                               | Fred Weasley går to årgange over Harry Potter og er storebror til Ron Weasley. Går ikke specielt meget op i hverken skole eller karakterer, men er dog i stand til udføre så kompliceret magi at selv Hermione bliver imponeret over ham. Han dør senere i Slaget om Hogwarts.                                                      |
| George Weasley         | Gryffindor                               | George Weasley går to årgange over Harry Potter og er storebror til Ron Weasley. Går ikke specielt meget op i hverken skole eller karakterer, men er dog i stand til udføre så kompliceret magi at selv Hermione bliver imponeret over ham.                                                                                         |
| Ginny Weasley          | Gryffindor                               | Ginny Weasley går en årgang under Harry Potter. Hun er den yngste af Weasley-søskendeflokken. Hun bliver medlem af D.A. og klarer sig godt; hun er den ene af de seks elever, der prøver at redde Sirius Black i Fønixordenen. |
| Ron Weasley            | Gryffindor                               | Ron Weasley er initiativtager til D.A. sammen med Harry og Hermione. |
| Nigel Wespurt          | Gryffindor                               | Nigel Wespurt er yngre end Harry. Medvirker kun i filmene. |